# Léo Chú
Leonardo Alves Chu Franco, meglio noto come Léo Chú (Porto Alegre, 6 aprile 2000), è un calciatore brasiliano, attaccante dell'Alverca.

## Caratteristiche tecniche
È un'ala sinistra.

## Carriera
Cresciuto nel settore giovanile del Grêmio, ha percorso tutta la trafile delle giovanili del club dal 2010 al 2020, quando ha rinnovato il proprio contratto fino al 2024 ed è stato ceduto in prestito al Ceará. Il 22 febbraio seguente ha giocato il suo primo incontro fra i professionisti, giocando l'ultima mezzora dell'incontro del Campionato Cearense vinto 1-0 contro il Caucaia mentre per l'esordio in Série A si è dovuto attendere il 12 ottobre seguente, quando è sceso in campo da titolare contro il Corinthians.

## Statistiche
Statistiche aggiornate al 6 ottobre 2023.

### Presenze e reti nei club
| Stagione        | Squadra             | Campionato      | Campionato | Campionato | Coppe nazionali | Coppe nazionali | Coppe nazionali | Coppe continentali | Coppe continentali | Coppe continentali | Altre coppe | Altre coppe | Altre coppe | Totale | Totale | Totale |
| Stagione        | Squadra             | Comp            | Pres       | Reti       | Comp            | Pres            | Reti            | Comp               | Pres               | Reti               | Comp        | Pres        | Reti        | Pres   | Reti   |        |
| --------------- | ------------------- | --------------- | ---------- | ---------- | --------------- | --------------- | --------------- | ------------------ | ------------------ | ------------------ | ----------- | ----------- | ----------- | ------ | ------ | ------ |
| 2020            | Ceará               | A+PD/CE         | 22+2       | 3+0        | CB              | 5               | 0               |                    | -                  | -                  | CdN         | 1           | 0           | 30     | 3      |        |
| 2021            | Grêmio              | A+GAU           | 0+9        | 0+2        | CB              | 0               | 0               | CL+CS              | 2+1                | 0+0                |             | -           | -           | 12     | 2      |        |
| 2021            | Seattle Sounders FC | MLS             | 8          | 1          |                 | -               | -               | LC                 | 1                  | 0                  |             | -           | -           | 9      | 1      |        |
| 2022            | Seattle Sounders FC | MLS             | 25         | 0          | USOC            | 1               | 0               | CCL                | 1                  | 1                  |             | -           | -           | 27     | 1      |        |
| 2023            | Seattle Sounders FC | MLS             | 30         | 5          | USOC            | 1               | 0               | LC                 | 2                  | 0                  | CwC         | 0           | 0           | 33     | 5      |        |
| Totale carriera | Totale carriera     | Totale carriera | 96         | 11         |                 | 7               | 0               |                    | 7                  | 1                  |             | 1           | 0           | 110    | 12     |        |

## Palmarès

### Club

#### Competizioni regionali
- Copa do Nordeste: 1

Ceará: 2020

#### Competizioni statali
- Campionato Gaúcho: 1

Grêmio: 2021
- Recopa Gaúcha: 1

Grêmio: 2021

#### Competizioni internazionali
- CONCACAF Champions League: 1

Seattle Sounders: 2022